# Wallfahrtskirche St. Walburga (Lamberg)

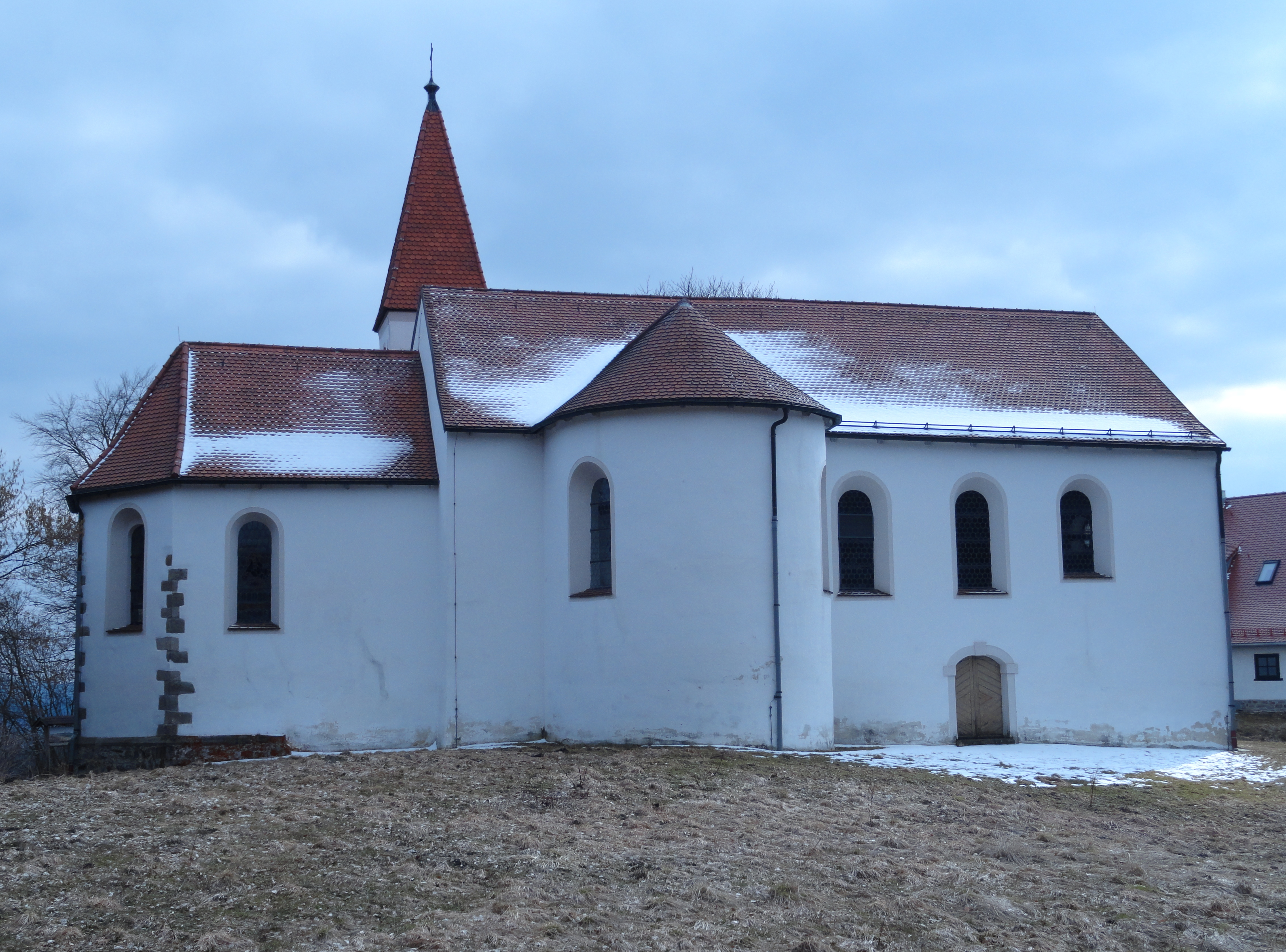
Wallfahrtskirche St. Walburga (Lamberg)

Die römisch-katholische, denkmalgeschützte Filialkirche und Wallfahrtskirche St. Walburga steht auf dem Burgstall von Lamberg, einem Gemeindeteil der Kreisstadt des Landkreises Cham der Oberpfalz. Die Kirche gehört zum Bistum Regensburg. Das Bauwerk ist unter der Denkmalnummer D-3-72-116-108 als Baudenkmal in die Bayerische Denkmalliste eingetragen.

## Beschreibung
Die 1628 gebaute Saalkirche ersetzte die Burgkapelle der mittelalterlichen, abgegangenen Burg. Sie wirkt durch die beiden nach Norden und Süden an das Langhaus angebauten Kapellen in Form halbrunder Apsiden wie eine Kreuzkirche. Der mit einem spitzen Helm bedeckte Kirchturm steht in der Ecke von südlicher Kapelle und eingezogenem, dreiseitig geschlossenen Chor im Osten. Im Zuge der Säkularisation wurde die Kirche zum Teil zerstört und die Kirchenausstattung geplündert. Die Bürger von Cham bauten 1832 die zerstörten Teile wieder auf. Die Innenräume des Langhauses und der Kapellen sind mit Flachdecken überspannt, der Innenraum des Chors mit einem Stichkappengewölbe. Die drei klassizistischen Altäre haben die Form von Ädikulä. An der Südwand des Langhauses hängt ein Bild der Maria Immaculata aus dem 18. Jahrhundert. Die südliche Kapelle ist mit Votivgaben ausgestattet.